# Amstrad PPC 512
Amstrad PPC 512 (PPC 512 / 640) је био преносиви рачунар, производ фирме Амстрад (Amstrad) који је почео да се израђује у Уједињеном Краљевству током 1988. године.
Користио је Nec V30 као централни микропроцесор а RAM меморија рачунара PPC 512 је имала капацитет од 512 KB. 
Као оперативни систем кориштен је MS DOS 3.2 или 3.3, GEM, Q-DOS II (мену-интерфејс).

## Детаљни подаци
Детаљнији подаци о рачунару PPC 512 су дати у табели испод.
|                       |                                                         |
| [ 1 ]                 |                                                         |
| Произвођач            | Амстрад                                                 |
| Тип                   | преносиви рачунар                                       |
| Меморија              | PPC-512: 512                                            |
| Поријекло             | Уједињено Краљевство                                    |
| Година                | 1988                                                    |
| Тастатура             | потпуна 102-тастера QWERTY механичка тастатура          |
| Процесор              |                                                         |
| Фреквенција процесора | 8                                                       |
| RAM                   | PPC-512: 512                                            |
| ROM                   | 16                                                      |
| Текст                 | 40 или 80 знакова x 25 линија                           |
| Графика               | 320 или 640 x 200 тачака                                |
| Боја                  | једна боја - зелена, 4 или 16 боја са спољним монитором |
| Звук                  | мали звучник                                            |
| Димензије             | 45 x 23 x 10 / 6                                        |
| Портови               |                                                         |
| Оперативни систем     | 3.2 или 3.3, , (мену-интерфејс)                         |